# Strigula thelopsidoides
Strigula thelopsidoides är en lavart som beskrevs av Coppins, Cl. Roux & Sérus. Strigula thelopsidoides ingår i släktet Strigula och familjen Strigulaceae.   Inga underarter finns listade i Catalogue of Life.